# Theophile Blankers
Theo Blankers-Blanckers (Kapellen, 28 oktober 1913 - Kapellen, 10 mei 1998) was een Belgisch voetballer.

## Carrière
Blankers speelde in zijn professionele carrière enkel voor Cappellen FC en Antwerp FC. Met Antwerp werd hij in 1944 landskampioen van België.

## Erelijst
- Antwerp FC
  - Landskampioen: 1944